# Pirga (dystrykt Famagusta)
Pirga (gr. Πυργά, tur. Pirhan) – wieś na Cyprze, w dystrykcie Famagusta. Położona jest na terenie republiki Cypru Północnego.